# 関東地方
関東地方（かんとうちほう）は、日本の地域区分（七地方区分）の1つであり、本州の東部に位置している。
その範囲について法律上の明確な定義はないが、一般的には茨城県、栃木県、群馬県、埼玉県、千葉県、東京都、神奈川県の1都6県を指して関東地方と呼ぶ。関東地方の1都6県に山梨県を加えて首都圏を構成している。
首都・東京を擁する関東地方は日本の政治・経済の中心となっており、日本の総人口の約35.0%（2023年10月1日現在）、GDPの約39.2%（2021年度）が集中している。特に東京大都市圏を構成する南関東（埼玉県・千葉県・東京都・神奈川県）の1都3県は通勤・通学などで東京との結びつきが大きい。一方で、北関東（茨城県・栃木県・群馬県）3県は各県の内部に都市圏が設定され、南関東と比較すると独立性が高い。

## 地理

関東地方の主要地形

### 位置
日本最大の平野「関東平野」が中央に広がり、北西側は山岳地帯、東南側は太平洋に面する。関東の東部には房総半島（千葉県）、南部には三浦半島（神奈川県）が太平洋に突き出しており、房総半島と三浦半島の間に東京湾、三浦半島と真鶴半島の間に相模湾を形成する。また、旧伊豆国である東京都島嶼部も東京都の管轄下にあるため、行政的には関東地方である。なお関東地方に山梨県を含むケースもあるが、ここでは取り上げない。
| 位置   | 市区町村（本州島内） | 市区町村（離島を含む）       |
| ------ | -------------------- | ---------------------------- |
| 最東端 | 銚子市（千葉県）     | 小笠原村（南鳥島、東京都）   |
| 最西端 | 嬬恋村（群馬県）     | 嬬恋村（群馬県）             |
| 最南端 | 南房総市（千葉県）   | 小笠原村（沖ノ鳥島、東京都） |
| 最北端 | 那須塩原市（栃木県） | 那須塩原市（栃木県）         |

沖ノ鳥島（無人島）は日本の最南端であるため、関東地方は日本の最東・最南端とも言える。

### 自然地理

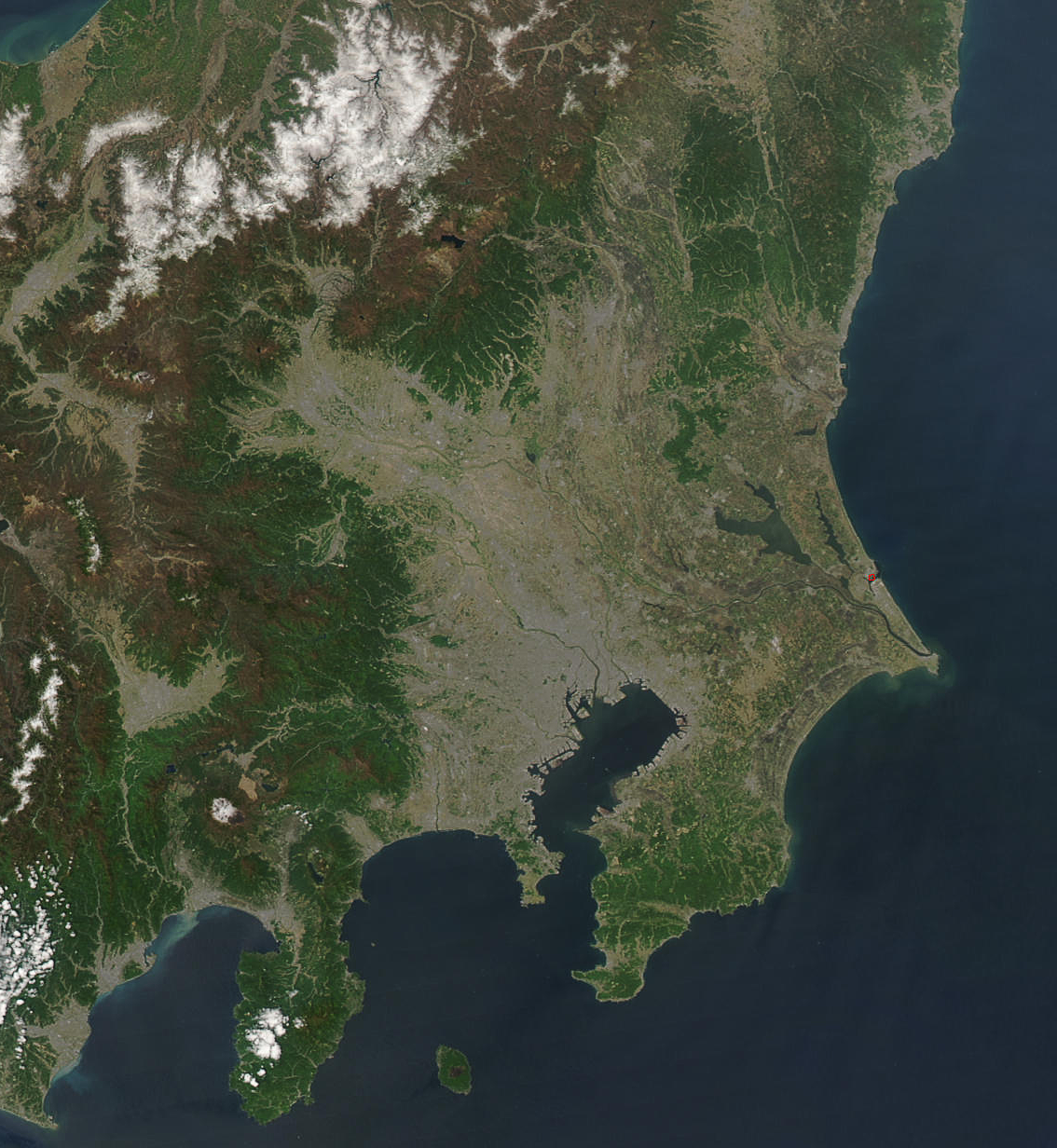
関東地方の衛星画像

関東平野の表層地質は第四紀の沖積層や洪積層であり、平野部やその周辺の標高約500〜900mの低山の植生は常緑広葉樹林帯。箱根で約900m、丹沢や高尾で約800m、奥多摩、奥武蔵や奥秩父で約700m、西上州や赤城山、足尾山地や筑波山で約600m、北毛や那須の山地で約500mが、照葉樹林の分布限界である。
常緑広葉樹林の上にはブナやシラカバ、ミズナラなどの落葉広葉樹林が広がる。また、落葉広葉樹林の上にはシラビソやダケカンバなどの針葉樹林が落葉広葉樹林の下限から約1100m高い標高から広がる。
北端には帝釈山脈、高原山、那須連山、八溝山、三国山脈、西端には関東山地（奥秩父山塊もこの一部）などの山地がそびえて、各隣接地方へ繋がる。日本最大の平野である関東平野が広がり、塩那丘陵をはさんでその直ぐ北には那須岳山麓に広がる日本最大級の扇状地那須野が原、東側には上総台地を挟んで千葉県の海岸沿いには九十九里平野が広がる。千葉県南部は房総丘陵で、茨城県の霞ヶ浦周辺は常総台地や常陸台地になっている。群馬県や埼玉県秩父地方などは盆地になっている。荒川、江戸川などの各河川は東京湾へ注ぎ、鬼怒川、利根川（「坂東太郎」の異名を持つ）は犬吠埼で太平洋へ注ぐ。
東京湾は、房総半島と三浦半島に囲まれ、千葉県の西側、東京都の一部と神奈川県の東側に面して、浦賀水道から太平洋に接する。沿岸部は工業地帯になっている。神奈川県の南側は相模湾・相模灘に、茨城県南部の沿岸は鹿島灘に面する。また、相模湾には、二回の関東地震の震源地となった相模トラフが通っているために、各地で地震対策にも力が入れられている。
最高地点は、栃木県日光市と群馬県片品村との境にある日光白根山（奥白根山）山頂。日本の都道府県の最高地点としては、八番目に高い。また、関東以北（関東・東北・北海道）の最高地点でもある。都道府県の最高地点は埼玉県が三宝山(2483m)、東京都が雲取山(2017m)、神奈川県が蛭ヶ岳(1673m)、茨城県が八溝山(1022m)、千葉県が愛宕山(408m)である。千葉県の愛宕山は、各都道府県の最高峰の中では最も低く、唯一500mに満たない。

### 気候
- 太平洋沿岸に位置するため、夏に雨が多く、冬に乾燥する太平洋側気候が見られる。沖合いは黒潮の通路となっている。ただし、群馬県北部の一部は日本海側気候、小笠原諸島は南日本気候となっている。それに併せて、茨城県（北部、鹿行地域）、千葉県（印旛を除く）、東京都（多摩地域を除く）、神奈川県（横浜・川崎、三浦半島、湘南、西湘）では海洋性気候、それ以外の地域は内陸性気候となっており、群馬県の山間部、埼玉県秩父地方、東京都の多摩西部では中央高地式気候の特徴もみられる。
- 茨城県、千葉県の沿岸部はやませ（北東気流）により、東海地方以西に比べて気温が大幅に下回ることがある。
- 一方、群馬県、埼玉県の平野部は北東気流の影響を受けることは少なく、赤城山からのフェーン現象と東京都心のヒートアイランド現象によって生じる熱風の影響で夏は非常に暑くなりやすい。猛暑日になることが多く、特に埼玉県では40℃前後の気温も記録したこともあるなど、日本で最も暑い地域のひとつとなっている。
- 栃木県、群馬県、埼玉県北部には、夕立による雷の発生が多い。
- 群馬県・栃木県の豪雪地帯では、日本海からの雪雲により、冬に降雪が多い。特に、群馬県片品村は関東地方唯一の特別豪雪地帯で冬の降雪が非常に多い。
- 冬は、南岸低気圧が通過する時に、雨や雪が降り易い。東京や横浜など沿岸部の降雪は、湿り雪（ドカ雪）か粉雪かの二つのパターンが多い。特徴として、南岸低気圧の時は湿り雪で、冬型の時は粉雪となる日が多い。ただし、冬型で大雪となる地域は那須岳と三国山脈に近い北側の山間部に多く、南側にはない。例外的に寒冷低気圧の降雪や、強い冬型の時に房総半島から相模湾にかけての地域で発生する局地的な不連続線に伴う降雪もある。もっとも南岸低気圧接近時も、千葉県・茨城県は北東からの比較的暖かい風が流入する影響で、東京や横浜で積雪があっても雨のまま通過することが多い。
- ケッペンの気候区分では大半が温帯（温暖湿潤気候、ただし山間部の一部では西岸海洋性気候）、標高の高い山は亜寒帯、火山列島・南鳥島・沖ノ鳥島は熱帯と3種類の気候が存在する。
- 冬の平野部、特に西回り寒波の場合、南関東や沿岸地方は周囲の山脈が寒気の流入を阻むことから、大陸からの寒気の影響を受けにくく極端な低温に見舞われることは少ない。特に日中は、寒気に覆われても晴れるために、平野部では北部も含めて比較的高くなる。関東平野では南岸低気圧の降雪時の方が寒さを感じやすい。一方、南関東を含めた太平洋・東京湾沿岸部を除いた内陸部は冬の冷え込みが厳しく、日較差が非常に大きくなる。特に、真岡、那須烏山、大子、鳩山など栃木県や茨城県を中心とした内陸部は朝の気温が-10度を下回って北海道南部並みになることもあり、日中との気温差が20度近くになることも珍しくない。東京大手町（気象台）、横浜（気象台）、千葉（旧測候所）は例外的にヒートアイランド現象により、冬の最低気温が極めて高く、島嶼部や岬などを除くと、全国で最も高い日も多い。しかしながら、周囲の冷え込みは厳しく、上記観測地点から数キロ程度内陸の地点に行くだけで、朝の気温差が5度以上になることもある。千葉と佐倉や成田、東京大手町と練馬や府中、横浜と海老名はその代名詞である。また、関東内陸部でも宇都宮（ヒートアイランド）、所沢（湖に隣接）は特に冬場の最低気温が周囲よりも高い場所となっている。北関東でも群馬県の前橋、伊勢崎から埼玉県の熊谷にかけての高崎線沿線いの上武地域は最低気温が高く、南関東内陸部の地点（府中、八王子、佐倉など）よりも高いことが多い。これは、からっ風によるフェーン現象とヒートアイランド現象の影響である。

## 歴史

### 先史時代
関東地方に人が住みはじめたのは旧石器時代であった。群馬県の岩宿遺跡からは、関東ローム層から旧石器時代の物とされるナイフ形石器が発見されているが、関東ローム層の酸性土壌のために、人骨などは見つかっていない。
縄文時代の関東地方は温暖な環境に恵まれ、縄文人は関東各地に大型集落を営んだ。当時の環境では西日本より東日本の方が漁労採集には適しており、縄文時代の南関東は日本列島で最も人口密度の高い地域であったと推測されている。縄文海進の時期には、現在の茨城県中南部の低地、千葉県北部のうち下総台地以外の地域、東京23区の東部、埼玉県の東南部は海であった。内陸に入り込んだ遠浅の海はよい漁場となり、現在海岸から離れている地域にも加曽利貝塚を筆頭に巨大貝塚が形成された。
弥生時代になると埼玉県全土が陸地化し、東京23区東部でも一部が陸地化した。関東でも水田稲作が行われるようになり、多摩川流域や相模平野を中心に農耕が行われていたと思われる。海面の後退と土砂の堆積により、まだ東京湾に流れ込んでいた利根川の下流域に広大な沖積平野が生まれるが、当時の幼稚な灌漑技術では耕地化できなかった。関東ローム層に覆われた台地は水源に恵まれないため、まだ深い森であった。

### 古代
古代、4世紀頃には既にヤマト王権が関東地方を勢力下に置いていたとされるが、その根拠の一つが、関東にも存在する前方後円墳で、これはヤマト王権が倭の統一政権として確立してゆくなかで、各地の豪族に許可した形式であると考えられている。関東南部の旧入間川（荒川） - 旧荒川（元荒川） - 旧利根川（古利根川） - 旧渡良瀬川（江戸川） - 毛野川（鬼怒川）に至る地域は、古代は低湿地帯であり、香取海の水は現在の千葉県北西部・茨城県南西部にまで広がっており、現在では関東平野の中央部にあたるこれらの地域と外洋は香取海を通じてつながっていた。したがって、概して当時の関東はこの低湿地帯の北部にあたる毛野川流域地域（毛野国）とその南部地域（无射志国）に分かれていたと考えられる。毛野国は、筑紫国や吉備国に比肩する大国であったといわれる。ただし毛野国は記紀に上毛野国造（上毛野氏）と下毛野国造（下毛野氏）に分かれた形で登場している。上毛野氏は現在の群馬県中部から南部、下毛野氏は那須地方を除く栃木県中南部に勢力を持ったとみられている。この毛野氏一族は天武天皇から朝臣姓を賜るなどヤマト王権と関係が深く、毛野一族は蝦夷対策や朝鮮半島政策での将軍に任命されており、律令制以前に軍事を司った豪族だったとみられる。また奈良時代、下毛野朝臣古麻呂が登場し、大宝律令の作成に関与している。古麻呂が創建したと伝える下毛野氏氏寺・下野薬師寺は、奈良の東大寺・大宰府の観世音寺と並ぶ三戒壇に指定されている。一方、上総国・下総国・安房国の房総半島は総（ふさ）と呼ばれ、『古語拾遺』によると、四国から渡来した忌部氏が開拓したという。これらの諸国を一括する語が「吾妻」である。記紀神話では、日本武尊の説話が起源とされているが（「あづまはや」という嘆きの詞）、元々は当地の神話であった物を取り込んだ可能性がある。その傍証として、天武10年（681年）に詔を受けて史書編纂に従事した群臣のうち、王族を除くトップは上毛野君三千であった。なお、上総国・下総国・常陸国には、阿波忌部氏に続き神八井耳命の血を引く多氏が上総国に上陸、開拓を行いながら常陸国に勢力を伸ばし、仲国造、印波国造、長狭国造を輩出した。その他、神聞勝命、国摩大鹿島命、臣狭山命など中臣氏の祖先が進出し、後裔の中臣鹿島連が鹿島神宮を建立し氏神とした。また多氏によって創祀されたという鹿島の元本宮伝承などが存在する。また、香取神宮もこの際に出雲系の拓殖氏族によって農耕神として祀られたのが起源だとする伝承がある。
『宋書倭国伝』の武(雄略天皇に比定する説が有力)の上表文に「祖先が東は毛人を征すること五十五国、西は衆夷を征すること六十六国」と記されていることから、5世紀頃の関東地方には国と認識されるものが複数存在したことが記されている。『梁書』などの「扶桑國」「女國」、『旧唐書』に登場する「毛人國」、唐代の漢詩に見える「扶桑東更東」といった地域を関東に比定する説がある。稲荷山古墳金錯銘鉄剣銘文中の「大王」も、畿内ではなく関東にいた首長を指すとする立場（古田武彦、井上秀雄、鶴岡静夫ら）もある。太田天神山古墳のような巨大古墳や、金鈴塚古墳のような豪華な副葬品を持つ古墳が築造された。このように、関東地方は、古墳時代には、畿内に比肩しうる王権を確立していたとも考えられている。
律令制の五畿七道の交通網について、関東には畿内から陸奥国に伸びる東山道と、同じく畿内から伸びて三浦半島から海路房総半島に出て香取・鹿島に向かう東海道が整備されたと言われる。「関東」は、京の防備のために設けられた東海道の伊勢国の鈴鹿関（鈴鹿峠）、東山道の美濃国の不破関（関ケ原）、北陸道の越前国の愛発関（愛発山、あらちやま）の三関から東の全域を指した。その中でもとりわけ、「東海道の足柄関（箱根峠）から東の国」と「東山道の碓氷関（碓氷峠）から東の国」が、関東地方に当たる。陸奥国（東北地方太平洋側）との境には、白河関と勿来関が設置された。関東地方には、西から順に相模国、武蔵国、下総国、上総国、安房国、常陸国、上野国、下野国の8つの令制国が設置され、分割統治された。古くは坂東（ばんどう）といわれた。坂東は信濃国と上野国の界にあたる碓日嶺と、駿河国と相模国の界にあたる足柄坂の東の意味である。
大陸に目を向けると、7世紀の東アジアでは唐と新羅が権勢を揮い、663年には百済・倭国（日本）連合軍を白村江の戦いにて破り、高句麗も668年に同様に滅された。また、10世紀にはその新羅も、後高句麗により滅ぼされた。こうした大陸と朝鮮半島の騒乱期に前後して、朝鮮半島方面から多くの人間が渡来人として日本各地に流れてきており、ヤマト王権は彼らに関東の未開発地を与えて住まわせ、関連する地域の名が今でも残る（例：武蔵国高麗郡・新羅郡→新座郡）。
律令時代の関東は配流の地でもあり、斑鳩や奈良に本拠地を置く畿内政権からは、「都からは遠く、自力で帰るのが難しい地方」と見られており、特に安房国と常陸国は、「遠流」の地ともいわれ、北九州へ向かう防人も関東から多く徴用され、それを象徴する語に「鹿島立ち」があるとされる。
平安時代には、親王任国には、常陸国、上総国、上野国が親王任国に設定された。11世紀頃に成立した『更級日記』などに、松戸、幕張、利根川、武蔵野等の情景が描かれている。
平安時代中期には都から渡ってきた下級貴族が武士化し、開発領主として関東各地で開拓を進める流れが生まれる。10世紀には親王任国が半制度化し、下総国、常陸国、上野国には桓武系平氏を中心に平家武士が増加、その一人である平将門は自ら新皇 と称し、関東の独立を目指して蜂起すると、下野国押領使で藤原北家魚名流・藤原秀郷は朝廷の意向をもってこれを討伐した。概ね北関東以北は藤原北家や清和源氏（河内源氏）を出自とする領主、南関東は平氏を出自とする領主が支配した。
この頃、関東は「あづま」（畿内から見て東なので「東」の字が充てられる）と呼ばれ、関東の武将たちは、その勇猛さから「あづまえびす」（東夷）と侮蔑的に呼ばれた。将門の独立志向が、その後の関東の武士政権への道を開いたことを、網野善彦は指摘している。

### 中世
平安末期の関東地方は、中小の武士団が割拠した。北関東は藤原北家流諸氏（那須諸氏、宇都宮氏、小田氏、小山氏、結城氏等）や清和源氏流諸氏（足利氏、新田氏、佐竹氏）、南関東は桓武平氏流諸氏（鎌倉党、三浦党、秩父党、千葉党など）や武蔵七党（小野姓横山党など）が領有した。彼らは相馬御厨など土地の支配権をめぐって相互に争った。源頼朝が鎌倉幕府を樹立する際に中核となったのは、このような関東武士団であった。頼朝の死後は、伊豆に拠点を有する北条氏が執権となり、鎌倉幕府の実権を掌握した。
関東の武士は承久の乱の後、地頭として西日本各地に移住する。三浦、千葉、渋谷、二階堂、葛西など、関東地方の地名に由来する苗字が九州のような遠方にも多数分布するのはこのためである。
南北朝時代には、室町幕府（源氏政権）の出仕機関である鎌倉府が同じく鎌倉に置かれ、鎌倉公方（源氏）を関東管領（主に藤原勧修寺家流）が補佐、さらに関東八屋形（藤原北家流6氏・源氏流1氏・平氏流1氏の計8氏）が各領土内での実権を有した。事実上、東国武家政権の伝統を引き継ぎ、現在の関東地方に伊豆と甲斐の両国を加えた地域を当初は管轄し、後に奥羽（東北地方）を加えて東日本を広く管轄した。
室町時代には、鎌倉公方は室町幕府（源氏）と対立し、これに、関東管領の上杉氏（藤原勧修寺家流）も加わった。その結果、大きな戦いだけでも、
- 上杉禅秀の乱:応永23年（1416年) - 応永24年（1417年）
- 永享の乱:永享10年（1438年） - 永享11年（1439年）
- 結城合戦:永享12年1440年 - 永享13年/嘉吉元年（1441年）
- 享徳の乱:享徳3年12月27日（1455年1月15日） - 文明14年11月27日（1483年1月6日）
- 長享の乱:長享元年（1487年） - 永正2年（1505年）

と相次ぎ、小規模なものも含めれば、関東地方は連年続くことになった戦争によって荒廃した。一連の戦いによって関東管領・鎌倉公方（古河公方）・堀越公方をはじめ、関東の各氏は勢力が衰え、戦国時代にはこれに乗じた小田原北条氏（後北条氏=伊勢平氏を称す）が台頭し、伊豆・相模を皮切りに関東各地を次々と支配下に置いた。対抗勢力としての上杉氏は河越夜戦に敗れため越後に逃れ、越後長尾氏を頼り北条氏と争いを続けた。16世紀後期には小田原北条氏の勢力圏は関東地方の西半分をはじめ広範な地域におよび、それに対して東部地域では里見氏、佐竹氏、宇都宮氏がこれに抗し領土を守った。最終的に豊臣秀吉が北条氏を攻め、小田原征伐によって小田原北条氏は滅亡、同氏に従っていた千葉氏・小山氏などの旧家も運命をともにした。
小田原北条氏の旧領には徳川氏が入り、後にそれがそのまま江戸幕府の勢力基盤として継承されたこと、小田原征伐で中央政権に服属した安房の里見氏、常陸の佐竹氏、下野の宇都宮氏などもその後の中央政権の動向に巻き込まれてその後20年余りのうちに関東の領有権を没収されていったことから、この変動が生じた天正18年（1590年）を関東地方における中世と近世の画期として捉えられている。ただし、従来の支配体系が全否定された訳ではなく、小田原北条氏の拠点になった城の動向を見ても徳川氏の本拠となった江戸城や小田原城、川越城などのように近世以後も継承されたもの、箕輪城（→高崎城）、唐沢山城（→佐野城）、本佐倉城（→佐倉城）のように領国支配の安定に伴う新城築城まで用いられ続けたもの、八王子城、鉢形城、栗橋城のように廃城になったものなど様々であり、単純に天正18年を中世と近世の「断絶」とみなす考え方は、継承したものと断絶したものが混在していた地域の実情を見誤る危険性をはらんでいる。

### 近世
豊臣秀吉の命令で関東へ国替となった徳川家康は、本拠地をそれまでの駿府から江戸に移した。
この時期には測量技術の発達を背景に、それまで考えられなかったような大規模な干拓や灌漑ができるようになった。家康は江戸湾に注ぐ利根川・渡良瀬川水系を毛野川水系にまとめ、現在の利根川水系の原型を形造る利根川東遷事業を進めた。この事業によって江戸付近の雨期の河川氾濫を治め、旧利根川・旧渡良瀬川の下流から河口地帯を整地して江戸の町の基盤を作った。そして参勤交代制度による人口の飛躍的増加とともに、江戸は水路を巡らす世界屈指の大都市となっていった。
その後は椿海の干拓や三富新田開拓などの新田開発が進み、荒川や利根川下流の低湿地や武蔵野の大半が耕地化され、関東地方の農業生産力は激増した。幕府は畿内からの先進技術や人材の導入に努め、当初は大坂からの移入に頼っていた酒・木綿・醤油など産物の多くも、江戸時代中期頃には関東の地場生産品で賄えるようになり、江戸地廻り経済圏が確立した。こうして江戸には商人や町人による天明文化や化政文化の華が開いた。
江戸時代の関東地方は徳川氏の一大勢力圏だった。徳川御三家の一つ水戸徳川家が治める水戸藩をはじめ、関東各地には徳川氏の一門や連枝・譜代大名・大身旗本が数多く封じられたほか、幕府が直轄する公儀御料も各地に設けられた。また日光（東照宮）・鹿嶋（鹿島神宮）・成田（新勝寺）といった門前町も盛えた。江戸時代の関東地方は関八州（かんはっしゅう）と呼ばれ、8州は武蔵国・相模国・上総国・下総国・安房国・上野国・下野国・常陸国を指したが、これは現在の関東地方と重なる。文化2年（1805年) には、俗に八州廻りと呼ばれた関東取締出役が設置され、水戸藩領ほか一部地域を除く関八州一円を巡回して治安維持にあたった。
嘉永6年（1853年）にアメリカのペリーが率いる黒船4隻が来航したのを機に幕末の不穏な時代が始まり、天狗党の乱や上野戦争・船橋の戦い・宇都宮城の戦いなどの戊辰戦争の舞台となった。

### 近代
江戸幕府が倒されて明治政府が誕生すると、天皇を初めとする皇室が京都御所から江戸城に移り、江戸は東京府（とうけいふ）と改名されて、東京は明治政府の本拠地となった。これ以後、東京は実質上の首都、政治・経済・文化の中心となった。関東は、畿内以外で初めて、中央集権型政権の本拠地が置かれる地方となった。
東京には軍事以外の全ての国家の中枢機関が置かれた。そして、東京と横浜は、文明開化の中心地となり、近代化を主導した。 明治5年9月12日（1872年10月14日）には新橋 - 横浜間で日本初の鉄道が開通し、以降は官民を挙げて鉄道が建設され、関東地方には東京を中心とする鉄道網が築かれた。
慶応4年（1868年）に伊豆・相模・武蔵などにまたがった韮山代官所の管轄地域は、明治政府が新設した韮山県になったものの、明治4年7月14日（1871年8月29日）の廃藩置県を経て、1876年8月以降の関東地方は、南西から時計回り順に神奈川県、東京府（1943年7月以後は東京都）、埼玉県、群馬県、栃木県、茨城県、千葉県の7つの県に分割され、従来鎌倉や東京との繋がりが深かった伊豆は静岡県へ編入された。また近世には伊豆国の一部とされ、1876年4月に静岡県域となった伊豆諸島が、1878年1月11日に東京府に編入され、現在に至っている。

### 現代
太平洋戦争後に在日米軍は旧陸海軍の軍事施設を接収し、関東地方各地に軍事基地を置いた。
戦略爆撃で焼け野原になった東京は急速に復興し、戦前以上の繁栄を謳歌した。東京には各地から「金の卵」と呼ばれる労働者が集まり、団地が作られる。内陸には、民需に転じた軍需工場を中核に関東内陸工業地域が成立した。東京湾岸には京浜工業地帯や京葉工業地帯が造成された。
西へは東海道新幹線と東名高速道路、東へは東北新幹線と東北自動車道、北へは上越新幹線と関越自動車道・上信越自動車道が建設されていき、全国各地へ地上高速交通網での移動可能な時代になった。
高度経済成長期以降、特にオイルショック後の産業構造の転換を背景に、第二次産業から第三次産業までの大手企業の本社が次々と東京に移転し、経済面で東京への一極集中が進行した。これに伴って東京都区部周辺のベッドタウン化が顕著になり、東京を中心とする都市圏は大幅に拡大していった。
一方、農地や山林や干潟を侵食してスプロール化し、東京の30km圏内は過密した市街地が一面に広がる状態となった（東京都市圏）。東京への一極集中は、多方面の問題にもなっている。

#### 平成以降
1991年（平成3年）に東北新幹線上野駅 - 東京駅間が開通したのに続き、1997年（平成9年）には長野オリンピックに合わせて長野新幹線（現：北陸新幹線）高崎駅 - 長野駅間が開通し、首都圏と長野県が新幹線で結ばれた。同年には、神奈川県川崎市と千葉県木更津市を結ぶ東京湾アクアラインが開通した。
1995年（平成7年）3月20日、東京で地下鉄サリン事件が発生。化学兵器が一般市民に使われた初のテロ事件となった。1999年（平成11年）は茨城県東海村で臨界事故が発生（東海村JCO臨界事故）。周辺住民の屋内退避が実施された。2000年（平成12年）には三宅島が噴火。島民は島外避難となり、2005年（平成17年）まで避難指示が続いた。
2001年（平成13年）には、東京ディズニーシーが開業した。2004年（平成16年）には営団地下鉄が民営化、東京メトロが発足した。2010年（平成22年）には国際拠点（ハブ空港）化を目指し、羽田空港の新国際線ターミナルが開業した。
2011年（平成23年）3月11日、東日本大震災（東北地方太平洋沖地震）が発生。関東地方でも茨城県、栃木県で震度6強、群馬県、埼玉県、千葉県で震度6弱を観測し、東京23区でも震度5強を観測した。関東地方の太平洋沿岸を中心に津波も観測された。6月には小笠原諸島が世界自然遺産に登録された。
2012年（平成24年）には、東京スカイツリーがオープン。世界一高い電波塔が誕生した。同年には東京駅丸の内駅舎の復元工事が完了。2024年（令和6年）には新一万円札の図柄に採用されることとなった。
2013年（平成25年）には小笠原諸島、西之島周辺の海底火山が噴火し新島が出現。2023年現在も活発な活動が続いている。2014年（平成26年）2月には関東地方で大雪が発生（平成26年の大雪）。2月15日には前橋で73 cm、熊谷で62 cmの最大積雪深を観測した。同年6月には、群馬県の富岡製糸場が世界文化遺産に登録された（富岡製糸場と絹産業遺産群）。
2015年（平成27年）、関東・東北豪雨が発生。茨城県常総市において鬼怒川が決壊した。2019年（令和元年）9月には令和元年房総半島台風（台風第15号）が関東地方に上陸。記録的な暴風などにより、住宅被害が多数発生した。同年10月にも令和元年東日本台風（台風第19号）により記録的な大雨による河川の氾濫、浸水被害が発生した。
2020年（令和2年）は、新型コロナウイルス感染症の影響を大きく受けた。2月には、横浜港に入港したダイアモンド・プリンセス号に乗船していた乗員乗客の感染が相次いで発覚。乗客が船内に長期間隔離された。3月には2020年東京オリンピックの1年延期が決定。4月には改正新型インフルエンザ等対策特別措置法に基づく緊急事態宣言が埼玉県、千葉県、東京都、神奈川県を含む7都府県に発令され、2021年9月まで宣言の発出と解除を繰り返した。
2021年（令和3年）7月から8月にかけて、1年延期されていた夏季オリンピックが東京で開催（2020年東京オリンピック）。新型コロナウイルス感染症の感染再拡大の影響を受け、一部の会場を除き、無観客開催となった。
2024年（令和6年）1月2日、日本航空機と海上保安庁の航空機が羽田空港の滑走路上で衝突（羽田空港地上衝突事故）。日本航空機に乗っていた乗員乗客は全員機体から脱出できたものの、海上保安庁の航空機に搭乗していた職員5名が死亡。海上保安庁の航空機は前日に起きた能登半島地震の被災地支援のため、物資を搬送する予定であった。

## 地域

### 関東地方内の区分
南関東（）
利根川以南の千葉県と東京都と神奈川県と埼玉県の1都3県を指す。埼玉県を除いて1都2県とする場合もある。衆議院比例代表の南関東ブロックは千葉県と神奈川県と山梨県である。
北関東（）
茨城県と栃木県と群馬県の3県を指すことが多いが、埼玉県を含めた4県を指しても使われる。衆議院比例代表の北関東ブロックは茨城県と栃木県と群馬県と埼玉県である。
一都五県（）
神奈川県を除いた関東地方を指し、利根川水系の水を使用する範囲を示す場合などに用いられる。
首都圏（）
首都圏整備法及び関連法では、「東京都、神奈川県、千葉県、埼玉県、茨城県、栃木県、群馬県、山梨県を首都圏とする。」と定められている。
東京圏（）
東京の都市圏が拡大しているため、時期により範囲は異なる。総務省の基準では、新宿区移転前の東京都庁（東京都千代田区。現在の東京国際フォーラム）から70km圏内を指し、東京都、千葉県、茨城県、埼玉県、神奈川県に及ぶ（2000年国勢調査時）。一般的には、「東京都心から～～km圏」のように用いる。
東京都市圏
東京都区部（旧東京市）の都市雇用圏（10%通勤圏）。おおよそ首都圏中央連絡自動車道（圏央道）の範囲に相当する。東京23区、横浜市、川崎市、千葉市、立川市、武蔵野市、さいたま市、厚木市を中心とし、東京都、千葉県北西部、茨城県南西部、埼玉県東部・中南部・西南部、神奈川県の大部分を含む。
東京大都市圏
京浜葉大都市圏。2000年以前の東京都区部（旧東京市）の都市雇用圏（10%通勤圏）。東京23区、横浜市、川崎市、千葉市、立川市、武蔵野市、相模原市、府中市を中心とし、東京都区部、千葉県北西部、神奈川県北東部を含む。
関東大都市圏
中心地である東京都区部・横浜市・川崎市・千葉市・さいたま市への通勤通学人口が常住人口の1.5%以上である市町村を指す。2005年国勢調査では、東京都・神奈川県・千葉県・埼玉県の大部分と、茨城県・栃木県・群馬県の一部、山梨県の上野原市・大月市、静岡県の熱海市。
常総（）
茨城県と千葉県北部と東京都東辺と埼玉県東辺。狭義では、利根川に近い茨城県南部（旧葛飾県・旧新治県）と千葉県北部（旧葛飾県）の一帯を指す。
常武（）
茨城県と千葉県と東京都。城東地区と常総を指す。
北総（）
茨城県西部及び千葉県北部地域。
東上（）
東京都と埼玉県と群馬県。
両毛（）
群馬県南東部と栃木県南西部。
上武（）
群馬県と埼玉県。
毛武（）
群馬県と栃木県（毛野）と埼玉県。
葛飾（）
東京都城東地区と千葉県西部と埼玉県東部と茨城県西部の一部。
総武（）
千葉県と東京都（と埼玉県）。千葉県北部のみを指す場合もある。
多摩（）
東京都から区部と島嶼部を除いた地域。ただし、明治時代多摩郡に属していた中野区、杉並区と世田谷区の一部を含む場合もある。
武蔵（）
昔は、埼玉県と東京都と神奈川県の一部だったが、現在は埼玉県秩父地方・入間郡と東京都西部の多摩地域。奥武蔵は、秩父地方の奥の旧大滝村などが合併した秩父市辺りのこと 飯能も加わることもある。
武相・相武（）
東京都と神奈川県（と埼玉県）。多摩市・町田市・相模原市・横浜市北部を中心とした地域のみを指す場合もある。
八高（）
八王子市 - 高崎市の縦断区間。
埼京（）
東京23区 - さいたま市の縦断区間。
京成（）
東京23区 - 成田市の横断区間。
京葉（）
東京23区 - 千葉市の横断区間。
京浜（）・東横（）
東京23区 - 横浜市の縦断区間。

#### 山梨県などの扱い
首都圏整備法が定義する「首都圏」には、山梨県を加えた1都7県が含まれる。また、「関東地方知事会」には、首都圏1都7県に加えて、中部圏知事会議にも加わっている静岡県、長野県の両県知事が参加している。

### 地域別の特徴
関東地方は人口・面積が多数・広大なので、北関東地方、南関東地方に分割することもある。

#### 南北に分けた場合
| 分野 | 南関東 | 北関東 |
| ---- | --- | --- |
| 政治 | （茨城県南西部を含む）桓武天皇の子孫が多く領地として有した歴史から、桓武平氏諸氏の影響力が強い地域。平氏の支配下の地に河内源氏が鎌倉の領有権を得て以来、鎌倉幕府（源氏）、室町幕府時代の鎌倉府（源氏）、江戸幕府（徳川氏）、明治政府といった政権の本拠地が置かれて来た。第二次大戦後には東京60km圏内はベッドタウン化し、「○○都民」（例：神奈川都民、千葉都民、埼玉都民、茨城都民）と呼ばれる居住地の地方政治に対し積極的なかかわりを持とうとはしない住民が増加している。 | 古代には毛野国に代表される地方王国が存在したが、次第に清和源氏諸氏や藤原北家諸氏が領主として土着した。室町幕府の足利尊氏は清和源氏で下野国御家人（足利市）の出身、江戸幕府の徳川家康は清和源氏・新田氏流の末裔という風に、政権を樹立した武将には北関東（毛野国）に縁を持つ者が多い。なお、源頼朝も徳川家康も、宇都宮大明神（宇都宮二荒山神社）を参詣し寄進を行っている。第二次大戦後は、高崎に象徴されるように「自民党王国」として有名であり、衆議院議長や大臣級の政治家を多く輩出している。 |
| 経済 | （茨城県南西部を含む）政権の所在地（鎌倉、江戸〈明治以後の東京〉）が大消費地として経済の中心地になり、それを中心に経済圏が形成されている。本社の東京一極集中が凄まじく、東京が「プライメイトシティ」と化している。国道16号圏内の私鉄沿線は、鉄道駅周辺に店鋪が集まっており、自家用車の所有率が低い。 | 中心市街地における購買力が顕著であり、宇都宮での年間商品販売額は、栃木県全県の約半数に迫る勢いである。モータリゼーションが発達しており、郊外型ロードサイドショップが多く、前橋市の中心市街地衰退は問題となっている。 |
| 交通 | 大型幹線には東海道新幹線や東名高速道路など。連絡線は国道16号など。東海地方との境：箱根峠。中央高地との境：相模湖。 | 東海道と東山道の東端。大型幹線には東北新幹線や東北自動車道、北関東自動車道など。連絡線は国道50号など。東北地方との境：勿来関、白河関。長野県・新潟県との境：三国山脈。中央高地との境：碓氷峠、雁坂峠。 |

#### 東西に分けた場合
関東地方は主に「南関東」、「北関東」で分けるため、「東関東」、「西関東」の範囲は統一されていない。
| 東関東 | 西関東 |
| --- | --- |
| 東関東の使用例 - 東関東方言（茨城県、栃木県） - 東関東吹奏楽連盟（神奈川県、千葉県、茨城県、栃木県） - 東関東自動車道（東京都、千葉県、茨城県） - 常総（東京都東辺、千葉県北部、埼玉県東辺、茨城県） - 常武（東京都、千葉県、茨城県） | 西関東の使用例 - 西関東方言（東京都、神奈川県、千葉県、埼玉県、群馬県、栃木県南西部、山梨県郡内地方） - 西関東吹奏楽連盟（埼玉県、群馬県、山梨県、新潟県） - 西関東連絡道路（埼玉県、山梨県） - 毛武（埼玉県、栃木県、群馬県） - 武相（東京都、神奈川県） |

### 隣接する県を編入する例
中央省庁や企業・団体のエリア区分による「関東」の範囲は、必ずしも「箱根関・小仏関・碓氷関から東」とは定義されておらず、統一されていない。
| 対象地域                                                                                   | 使用している組織 |
| ------------------------------------------------------------------------------------------ | --- |
| 関東1都6県と山梨県（首都圏）                                                               | - 首都圏整備法と政令（首都圏整備法施行令）による定義 - 関東高等学校体育大会 - 関東地区高等学校野球大会（春季のみ） - 関東学生陸上競技連盟 - 関東大学ラグビーリーグ戦グループ - 総務省 関東総合通信局 - 国土交通省 関東運輸局 - 東京電力営業地域（この場合は静岡県の富士川以東なども含まれる） - 中央労働金庫営業地域 - 宅配便事業（宅急便、ゆうパック、佐川急便）営業地域 |
| 関東1都6県と新潟県（関越）                                                                 | - 関越自動車道 |
| 関東1都6県と山梨県と長野県 （関東甲信）                                                    | - 国土交通省 関東地方整備局 - 気象庁地方予報区 - SoftBank営業地域 |
| 関東1都6県と山梨県と新潟県（関東甲越）                                                     | - 日本赤十字社血液センター - 日本高等学校教職員組合ブロック協議会 - NHK文化センター - JTB関東（千葉、東京、神奈川を除く） - 日本原子力学会 - 大学英語教育学会 - 全日本外壁ピンネット工事業協同組合 - 自治労連ブロック青年部 - 日本眼科学会 - 全鍼師会ブロック協議会 - 関東学生アメリカンフットボール連盟 - au営業地域                                                     |
| 関東1都6県と山梨県と長野県と新潟県（関東甲信越）                                           | - 財務省 関東財務局 - 総務省 関東管区行政評価局 - 厚生労働省 関東信越厚生局 - リクルート社の大学進学情報誌 - JAF関東本部（ただし、この場合は沖縄県も間接的に管轄に含まれる） - NHK放送センター（一部の首都圏ローカル番組やニュースを甲信越でもネット） - NTTドコモ営業地域                                                                                                |
| 関東1都6県と静岡県と山梨県と長野県と新潟県（広域関東圏）                                   | - 経済産業省 関東経済産業局 - 東京高等裁判所 - 東京高等検察庁 - 警察庁 関東管区警察局（ただしこの場合、東京都 = 警視庁は含まれない） - 法務省 東京矯正管区 - 公正取引委員会 - 陸上自衛隊 東部方面隊 |
| 関東1都6県と静岡県と山梨県                                                                 | - 海上保安庁 第三管区海上保安本部 - 全国紙東京本社発行版に掲載される映画広告 |
| 関東1都6県と静岡県と山梨県と長野県                                                         | - 関東地方知事会 - 農林水産省 関東農政局 |
| 関東1都6県と静岡県と山梨県と新潟県                                                         | - 環境省 関東地方環境事務所 |
| 関東1都6県と静岡県と山梨県と新潟県と福島県                                                 | - 林野庁 関東森林管理局 |
| 関東1都6県と静岡県、愛知県、三重県、山梨県、長野県、新潟県、岐阜県、富山県、石川県、福井県 | - 気象庁 東京管区気象台 |

### その他の例
- 21世紀FIT構想[41]（福島県+茨城県+栃木県の頭文字）
  - 首都移転候補地を域内に含む3県の観光、地域連携などの地域推進協議会。

## 経済

### 経済の全体的傾向
2021年（令和3年）度の関東のGDPは226兆3,734億円である。
地域別特徴を見ると、本社の大半は、東京都区部に集中している。一方で、東京都区部を除く地域には、工場や物流拠点が集中しており、特定企業の工場が集まる「企業城下町」や、営業所や小売業が多く立地する都市が多く見られる。

### 第一次産業

#### 農業
- 茨城県と千葉県は、全国でも上位の農業粗生産額を誇り、群馬県と埼玉県と栃木県でも農業生産が多い。特に千葉県は、農業生産額が北海道に次いで第二位であり、野菜の生産額は日本第一位である。だが、近年では住宅や工業地帯の開発、後継者問題により衰退しており、耕作放棄地が増加している。また、南西部の東京都と神奈川県では大きく衰えており、ほぼ自給が不可能な状況である。
- 東京都と神奈川県では、農業の占める割合が極めて低く、第三次産業の占める割合が極めて高い。しかしながら、近年の農業衰退は激しく、群馬県の耕作放棄地率は全国3位の高比率である[42]。
- 東京周辺では、典型的な都市近郊農業として、野菜や花卉の栽培が多い。
- 関東地方各市町村における年間農業産出額（2021年）は、多い順に以下の通り[43]。

|    | 市区町村             | 年間農業産出額 |
| -- | -------------------- | -------------- |
| 1  | 鉾田市（茨城県）     | 641.4億円      |
| 2  | 那須塩原市（栃木県） | 455.7億円      |
| 3  | 旭市（千葉県）       | 448.1億円      |
| 4  | 前橋市（群馬県）     | 369.8億円      |
| 5  | 深谷市（埼玉県）     | 288.8億円      |
| 6  | 香取市（千葉県）     | 277.8億円      |
| 7  | 大田原市（栃木県）   | 263.3億円      |
| 8  | 行方市（茨城県）     | 258.2億円      |
| 9  | 小美玉市（茨城県）   | 250.9億円      |
| 10 | 那須町（栃木県）     | 227.5億円      |
| 11 | 坂東市（茨城県）     | 225.1億円      |
| 12 | 八千代町（茨城県）   | 216.9億円      |
| 13 | 桐生市（群馬県）     | 216.6億円      |
| 14 | 成田市（千葉県）     | 196.4億円      |
| 15 | 銚子市（千葉県）     | 194.9億円      |
| 16 | 太田市（群馬県）     | 189.2億円      |
| 17 | 昭和村（群馬県）     | 188.0億円      |
| 18 | 茨城町（茨城県）     | 182.9億円      |
| 19 | 高崎市（群馬県）     | 177.5億円      |
| 20 | 栃木市（栃木県）     | 167.2億円      |

#### 畜産業
- 大消費地である東京を控え、茨城県や栃木県、千葉県を中心に養豚、養鶏、酪農が多い。生乳生産量では、北海道に続いて、栃木県が第二位、千葉県が第三位に位置する。

#### 漁業（水産業）
- 太平洋側を中心に水揚げが多い。特に銚子漁港は、国内有数の水揚げ高である。
- 成田国際空港は、水産物の輸入金額が日本一であるため、「成田漁港」とも呼ばれる。

### 第二次産業

#### 鉱業
- 昭和半ばまで、茨城県日立市や栃木県日光市（旧足尾町）など一部の鉱山が操業していたが、1975年頃に閉鎖された。
- 埼玉県の秩父市、栃木県佐野市（旧葛生町）付近では、セメント原料の石灰岩、ドロマイトの採掘が行われている。
- 関東地方の地下には日本最大のガス田である南関東ガス田があり、千葉県では天然ガスの採掘が行われている。大半は東京向けに供給される。また、副産物であるかん水からはヨードが精製されており、医薬品向けに日本から輸出される数少ない鉱物資源となっている。南関東ガス田の埋蔵量が多いのに採掘が比較的少ないのは、天然ガス採掘が地盤沈下をもたらすためである。

#### 工業
- 南部：東京湾沿岸に、大規模な臨海型工場地帯が広がり、それぞれ京浜工業地帯（東京-神奈川）や京葉工業地域（東京-千葉）と称される。なお、京葉工業地域も、京浜工業地帯に含めることがある。
- 北部：太田や宇都宮、伊勢崎、上三川などを初めとする地域では、内陸型の北関東工業地域が形成され、輸送機器やゴム製品の生産額が大きい。
- 東部：茨城県の北部（日立、ひたちなか）や千葉県北西部（我孫子、柏、習志野など）には、日立製作所の関連工場が多い。また、茨城県の鹿行地域（鹿嶋、神栖）には鹿島臨海工業地帯が形成されている。
- 関東地方における主要工業都市は、各市町村別の年間製造品出荷額（2022年）の多い順に以下のようになっている[44]。

|    | 市区町村               | 年間製造品出荷額 |
| -- | ---------------------- | ---------------- |
| 1  | 市原市（千葉県）       | 4兆2,500億円     |
| 2  | 横浜市（神奈川県）     | 4兆1,532億円     |
| 3  | 川崎市（神奈川県）     | 3兆9,571億円     |
| 4  | 太田市（群馬県）       | 2兆3,032億円     |
| 5  | 宇都宮市（栃木県）     | 2兆808億円       |
| 6  | 神栖市（茨城県）       | 1兆7,177億円     |
| 7  | 藤沢市（神奈川県）     | 1兆6,128億円     |
| 8  | 日立市（茨城県）       | 1兆3,563億円     |
| 9  | 千葉市（千葉県）       | 1兆2,834億円     |
| 10 | 相模原市（神奈川県）   | 1兆1,617億円     |
| 11 | 狭山市（埼玉県）       | 1兆1,105億円     |
| 12 | 古河市（茨城県）       | 1兆1,029億円     |
| 13 | 伊勢崎市（群馬県）     | 1兆1,017億円     |
| 14 | 川越市（埼玉県）       | 1兆615億円       |
| 15 | 平塚市（神奈川県）     | 1兆249億円       |
| 16 | ひたちなか市（茨城県） | 1兆111億円       |
| 17 | 小山市（栃木県）       | 1兆95億円        |
| 18 | 袖ヶ浦市（千葉県）     | 9,722億円        |
| 19 | 高崎市（群馬県）       | 9,174億円        |
| 20 | 君津市（千葉県）       | 9,034億円        |

「大手」「超大手」といわれる製造業の本社（工場とは限らない）は、東京都区部に所在するものが多い。しかし、関東地方に工場を置く企業（親会社）の本社が、必ずしも関東地方に所在するとも限らない。

#### 建設業
多くの大手ゼネコンの本社が、東京都区部に集中している。東京都区部では、大規模なオフィスビルやマンション・道路・鉄道（地下鉄）などの建設が行なわれている。

### 第三次産業

#### 商業
- 東京では、新宿・池袋・渋谷・銀座・日本橋・秋葉原・上野を中心に百貨店や専門店、高級ブランド店、大規模商業施設、飲食店などがあり、集積度は高い。
- 国道16号圏内の鉄道沿線、特に東京と横浜には、鉄道駅の利用者に便利な駅周辺を地盤とする「カメラ系家電量販店」などの駅前ショップが多い。
- 宇都宮、高崎、水戸では、ターミナル駅の周辺や中心市街地における購買力が強い。そのためバスの路線は必ず都心を通過するように設定されていることが多いほか、都心では低運賃で利用できる循環バスが設定されている。
- 両毛デルタ地帯や国道16号沿線などでは、バイパスや郊外を地盤とする「北関東系家電量販店」や郊外型ショッピングセンター（ロードサイド店舗）が多い。
- 関東地方の主な商業集積地は、各市町村における年間商品販売額（2021年6月）の多い順に以下のようになっている[45]。

|    | 市区町村             | 年間商品販売額 |
| -- | -------------------- | -------------- |
| 1  | 千代田区（東京都）   | 44兆9,938億円  |
| 2  | 港区（東京都）       | 35兆803億円    |
| 3  | 中央区（東京都）     | 29兆670億円    |
| 4  | 横浜市（神奈川県）   | 10兆7,219億円  |
| 5  | 品川区（東京都）     | 10兆1,361億円  |
| 6  | 渋谷区（東京都）     | 6兆5,925億円   |
| 7  | 新宿区（東京都）     | 6兆4,872億円   |
| 8  | 江東区（東京都）     | 6兆428億円     |
| 9  | さいたま市（埼玉県） | 5兆2,218億円   |
| 10 | 大田区（東京都）     | 4兆3,741億円   |
| 11 | 文京区（東京都）     | 4兆2,078億円   |
| 12 | 台東区（東京都）     | 4兆760億円     |
| 13 | 千葉市（千葉県）     | 3兆8,018億円   |
| 14 | 川崎市（神奈川県）   | 3兆1,946億円   |
| 15 | 宇都宮市（栃木県）   | 2兆4,240億円   |
| 16 | 豊島区（東京都）     | 2兆440億円     |
| 17 | 墨田区（東京都）     | 1兆9,600億円   |
| 18 | 世田谷区（東京都）   | 1兆7,833億円   |
| 19 | 北区（東京都）       | 1兆7,012億円   |
| 20 | 高崎市（群馬県）     | 1兆6,382億円   |
| 21 | 目黒区（東京都）     | 1兆5,859億円   |
| 22 | 水戸市（茨城県）     | 1兆5,686億円   |
| 23 | 足立区（東京都）     | 1兆3,978億円   |
| 24 | 板橋区（東京都）     | 1兆3,342億円   |
| 25 | 八王子市（東京都）   | 1兆2,525億円   |
| 26 | 相模原市（神奈川県） | 1兆1,592億円   |
| 27 | 船橋市（千葉県）     | 1兆1,551億円   |
| 28 | 松戸市（千葉県）     | 1兆1,449億円   |
| 29 | 中野区（東京都）     | 1兆1,352億円   |
| 30 | 江戸川区（東京都）   | 1兆1,185億円   |

#### 金融
東京には中央銀行である日本銀行や多くの都市銀行が本店を置いているほか、各地の地方銀行や主要な海外金融機関も情報収集を兼ねて東京支店を置いている。また、東京証券取引所、各種商品市場も置かれている。

#### サービス
基本的には東京都区内に集積するものが多い。
- IT関係などの集積が多い。
- 各放送局のキー局（親局）が東京都区内に所在する。東京には各地方局の支社もあり、東京に本社のある企業や出演者などへの営業活動や、一部の番組製作も行われている。
- 大手通信会社（電気通信事業者）の本社が東京都区内に所在する。

## 交通

### 幹線交通網
関東地方の幹線交通網は、東海道ルート、甲州街道ルート、中山道・三国街道ルート、日光街道・奥州街道ルート、水戸街道ルート、佐倉街道ルート、房総往還ルート、房総東往還ルート に大きく分けられる。
連絡線としては、例幣使街道ルートなどがある。兵士街道古道鎌倉街道・大山街道や、その他関東各地域中核都市から周辺部に伸びる路線群が整備されている。

東海道ルート東海道新幹線、東海道本線、京急本線、小田急小田原線、東名高速道路、新東名高速道路、国道15号、国道1号、国道246号
甲州街道ルート中央本線、京王線、西武新宿線、中央自動車道、国道20号
中山道・三国街道ルート上越新幹線、北陸新幹線、高崎線、上越線、信越本線、東武東上線、関越自動車道、上信越自動車道、国道17号、国道18号、国道254号
日光街道・奥州街道ルート：東北新幹線、東北本線（宇都宮線）、日光線、東武伊勢崎線（東武スカイツリーライン）、東武日光線、東北自動車道、日光宇都宮道路、国道4号、国道119号
水戸街道ルート（水戸以北は陸前浜街道）常磐線、つくばエクスプレス、常磐自動車道、国道6号
佐倉街道ルート総武本線、成田線（鹿島線・大洗鹿島線）、京成本線、京葉道路、東関東自動車道、国道14号、国道51号
房総往還ルート内房線、東京湾アクアライン、館山自動車道、国道127号
房総東往還ルート
外房線、千葉東金道路、国道128号

### 鉄道
関東地方の鉄道網は東京から放射状に伸びており、路線相互の接続駅間を結ぶ鉄道路線が高度に整備され、世界最大の輸送力を誇っている。
※ケーブルカーやロープウェイ、貨物専用路線は割愛。

#### 東京都
- 新幹線
  - JR東海東海道新幹線、JR東日本東北新幹線、山形新幹線、秋田新幹線、上越新幹線、北陸新幹線
- 地下鉄
  - 東京メトロ、都営地下鉄
- 放射線
  - JR東日本中央本線（中央線快速・中央・総武緩行線）、JR東日本総武本線（中央・総武緩行線・総武快速線）、JR東日本東海道本線、JR東日本京浜東北線、JR東日本常磐線（常磐緩行線・常磐快速線）、JR東日本京葉線、JR東日本横須賀線、JR東日本埼京線、JR東日本高崎線、JR東日本宇都宮線（東北本線）、JR東日本湘南新宿ライン、JR東日本上野東京ライン、東急東横線、東急田園都市線、東急目黒線、東急大井町線、小田急小田原線、京王線、京王井の頭線、東武伊勢崎線、東武東上線、西武池袋線、西武新宿線、京急本線、京成本線、京成成田空港線、北総線、つくばエクスプレス、埼玉高速鉄道線
  - メトロ東西線、メトロ有楽町線、メトロ副都心線、都営新宿線
- 23区内を結ぶ路線
  - JR東日本山手線、東急池上線、東急多摩川線、東急世田谷線、東武亀戸線、東武大師線、西武有楽町線、西武豊島線、京成押上線、京成金町線、京王新線、京急空港線、東京モノレール羽田空港線、東京臨海高速鉄道りんかい線、ゆりかもめ、都電荒川線、日暮里・舎人ライナー
  - メトロ銀座線、メトロ丸ノ内線、メトロ日比谷線、メトロ千代田線、メトロ半蔵門線、メトロ南北線、都営浅草線、都営三田線、都営大江戸線
- 郊外地区同士を結ぶ路線
  - JR東日本南武線、JR東日本横浜線、JR東日本武蔵野線、JR東日本八高線、JR東日本青梅線、JR東日本五日市線、京王相模原線、京王高尾線、京王動物園線、京王競馬場線、小田急多摩線、西武多摩川線、西武拝島線、西武多摩湖線、西武西武園線、西武山口線、多摩都市モノレール線

#### その他
- 概ね南西（横浜方面）から順に時計回りに列挙する
- 東京都内にかかるものは除く

##### JR東日本
鶴見線、根岸線、相模線、川越線、信越本線、吾妻線、上越線、両毛線、日光線、烏山線、水戸線、水郡線、成田線、鹿島線、内房線、外房線、久留里線

##### JR東海
御殿場線

##### 私鉄・第三セクター
茨城
つくばエクスプレス、ひたちなか海浜鉄道湊線、鹿島臨海鉄道大洗鹿島線、関東鉄道常総線、関東鉄道竜ヶ崎線
両毛（栃木・群馬）
東武佐野線、東武日光線、東武宇都宮線、真岡鐵道真岡線、上信線、上毛線、東武桐生線、東武小泉線、わたらせ渓谷鐵道線、宇都宮ライトレール線
埼玉
東武越生線、西武狭山線、西武秩父線、秩父鉄道線、東武野田線、埼玉新都市交通伊奈線（ニューシャトル）、つくばエクスプレス、埼玉高速鉄道線
千葉
東武野田線、流鉄流山線、つくばエクスプレス、東葉高速線、京成千葉線、京成千原線、京成松戸線、千葉都市モノレール1号線・2号線、芝山鉄道線、銚子電気鉄道線、いすみ鉄道いすみ線、小湊鉄道線、舞浜リゾートライン、山万ユーカリが丘線
神奈川
京急大師線、京急久里浜線、京急逗子線、東急こどもの国線、横浜高速鉄道みなとみらい線、相鉄本線、相鉄いずみ野線、相鉄新横浜線、横浜市営地下鉄、金沢シーサイドライン、小田急江ノ島線、江ノ島電鉄線、湘南モノレール線、伊豆箱根鉄道大雄山線、箱根登山電車

#### 県庁所在地の近郊路線
各県庁所在地（市代表駅）周辺の鉄道路線。東京都は除く。
- 茨城県：水戸市（水戸駅）
  - JR常磐線、JR水戸線、JR水郡線、鹿島臨海鉄道大洗鹿島線、ひたちなか海浜鉄道湊線
- 群馬県：前橋市（前橋駅）
  - JR高崎線、JR上越線、JR信越本線、JR両毛線、JR八高線、JR吾妻線、上信電鉄上信線、東武伊勢崎線、東武桐生線、わたらせ渓谷鐵道わたらせ渓谷線
- 栃木県：宇都宮市（宇都宮駅）
  - JR宇都宮線、JR日光線、JR烏山線、東武宇都宮線、東武佐野線、東武日光線、東武鬼怒川線、宇都宮ライトレール線
- 埼玉県：さいたま市（大宮駅）
  - JR埼京線、JR武蔵野線、JR京浜東北線、JR宇都宮線、JR高崎線、JR湘南新宿ライン、JR川越線、東武野田線、東武東上線、東武伊勢崎線、埼玉高速鉄道線、埼玉新都市交通伊奈線
- 千葉県：千葉市（千葉駅）
  - JR中央・総武線、JR総武快速線、JR総武本線、JR成田線、JR内房線、JR外房線、京成千葉線、京成千原線、千葉都市モノレール1号線・2号線
- 神奈川県：横浜市（横浜駅）
  - JR東海道本線、JR横須賀線、JR湘南新宿ライン、JR上野東京ライン、JR京浜東北線・根岸線、JR横浜線、JR鶴見線、京急本線、東急東横線、横浜高速鉄道みなとみらい線、相鉄本線、相鉄いずみ野線、相鉄新横浜線、ブルーライン、グリーンライン、金沢シーサイドライン

### 道路
詳細の路線については「関東地方の道路一覧」も参照されたい。
江戸時代に五街道が整備されて以後、日本橋を始点にして幹線国道が放射状に整備され、連絡線国道が環状（弧状）に整備されている。高速道路は、首都高都心環状線を中心に、各方面へ放射状に延びている。
また、国道16号沿線や両毛デルタ地帯では、モータリゼーションの進展が著しい。
主な幹線国道と高速道路
- 国道1号（国道246号）・東名高速道路
- 国道20号・中央自動車道
- 国道17号（国道254号）・関越自動車道
- 国道18号・上信越自動車道
- 国道119号・日光宇都宮道路
- 国道4号・東北自動車道
- 国道6号・常磐自動車道
- 国道14号・国道51号・東関東自動車道
- 国道127号・館山自動車道

主な連絡線国道と高速道路
- 国道16号・横浜横須賀道路
- 国道50号・北関東自動車道

### バス
東京都区部や周辺都市に、東北・中部・近畿など各地方からの高速バスが多数発着している。
一方、郊外や中小都市での一般路線バスは、モータリゼーションの進展で経営が苦しくなっている。

### 航空
空港としては、主に東京国際空港（羽田空港）と成田国際空港（成田空港）が立地する。羽田空港は国内線、国際線の拠点として、成田空港は国際線、貨物の拠点として機能している。この他、茨城空港・調布飛行場・大島空港・新島空港・神津島空港・三宅島空港・八丈島空港が立地し、伊豆諸島ではそれに加えて東京愛らんどシャトルが就航している。
羽田と成田の両空港はIATA公認により、マルチエアポートとしての対応がなされている。

### 海運
東京湾岸の横浜港、東京港、千葉港を中心に、世界各地を結ぶ貨物船が東京湾に出入りしている。また、日本の大手海運会社である日本郵船や商船三井、川崎汽船が東京に本社を置いている。
東京港・横浜港・千葉港など - 伊豆諸島間には東海汽船・神新汽船・伊豆七島海運などが、東京港 - 小笠原諸島間には小笠原海運・共勝丸が就航している。
この他、茨城港、鹿島港が工業製品・原材料の輸出入等の拠点となっている。茨城港大洗港区 - 苫小牧港にはカーフェリー（商船三井さんふらわあ）が就航している。

### 東京から主な都市への道のり
関東地方の中心都市となっている東京から、主な都市や峠への「Nkm圏」を以下に掲載する。km数は国道の距離標を基準にして測る。
| ルート（国道）                  | 30km圏   | 60km圏 | 100km圏    | 150km圏                 |
| ------------------------------- | -------- | ------ | ---------- | ----------------------- |
| 東海道(R1)                      | 横浜     | 藤沢   | 箱根峠     | 富士市                  |
| 矢倉沢往還(R246)                | 町田     | 厚木   | 御殿場     | 沼津                    |
| 甲州街道(R20)                   | 八王子   | 相模湖 | 大月       | 韮崎                    |
| 中山道(R17・R18) 三国街道(R17)  | さいたま | 熊谷   | 高崎       | 碓氷峠(R18) 月夜野(R17) |
| 東武・東毛(R122)                | さいたま | 加須   | 桐生       | 足尾                    |
| 日光街道(R4・R119) 奥州街道(R4) | 春日部   | 古河   | 宇都宮     | 日光(R119) 那須塩原(R4) |
| 常総・東野(R6・R294)            | 柏       | 下妻   | 真岡       | 大田原                  |
| 水戸街道(R6)                    | 柏       | 土浦   | 水戸       | 日立                    |
| 佐倉街道(R14・R51)              | 千葉     | 成田   | 銚子、鹿嶋 | 大洗                    |
| 外房(R14・R128)                 | 千葉     | 東金   | 大原       | 鴨川                    |
| 内房(R14・R16・R127)            | 千葉     | 木更津 | 富浦       | 館山                    |

## 娯楽

### スポーツ
関東地方に本拠地を置くプロ野球チーム
- 埼玉西武ライオンズ
- 千葉ロッテマリーンズ
- 読売ジャイアンツ
- 東京ヤクルトスワローズ
- 横浜DeNAベイスターズ
- 群馬ダイヤモンドペガサス
- 埼玉武蔵ヒートベアーズ
- 栃木ゴールデンブレーブス
- 神奈川フューチャードリームス
- 茨城アストロプラネッツ
- 千葉スカイセイラーズ
- YKSホワイトキングス

関東地方に本拠地を置くJリーグチーム
| - 鹿島アントラーズ - 水戸ホーリーホック - 栃木SC - ザスパクサツ群馬 - 浦和レッドダイヤモンズ - RB大宮アルディージャ | - ジェフユナイテッド市原・千葉 - 柏レイソル - FC東京 - 東京ヴェルディ - FC町田ゼルビア - 川崎フロンターレ | - 横浜F・マリノス - 横浜FC - 湘南ベルマーレ - 横浜スポーツ&カルチャークラブ - SC相模原 |

### 芸能
放送局のキー局が東京23区に集中しているため、多くの芸能事務所や番組制作会社が東京23区に拠点を置いている。
商業公演は交通の利便性が良い東京23区や横浜、幕張、さいたまなどで多く開催されている。

## テレビジョン放送
関東1都6県（関東広域圏）を放送対象地域とする広域放送と、各都県を放送対象地域とする県域放送（ローカル局）がある。
広域放送は5局存在するが、いずれも東京都区部に本社を置くキー局であり、関東平野のほぼ全域で東京スカイツリーおよび東京タワーからの電波が受信可能。また、山間部や東京都島嶼部（小笠原諸島は小笠原村ケーブルテレビ）でも、中継施設を通じて静岡県の熱海や伊東などでも小田原テレビ中継局や新島中継局を通じて受信可能となっている。地元ローカル局である県域放送は、茨城県を除く全ての都県に1局ずつ存在する。
広域放送
- 日本テレビ放送網（AX、日本テレビ、日テレ、NTV）
- テレビ朝日（EX、tv asahi、テレビ朝日、テレ朝）
- TBSテレビ（RX、TBS）
- テレビ東京（TX、TV TOKYO、テレビ東京、テレ東）
- フジテレビジョン（CXL、フジテレビ）
- NHK放送センター（NHK G、総合）（NHK E、Eテレ）

地上波では放送終了（BSに完全移行）
- 放送大学学園（UD、U-AIR） - 関東広域圏のうち授業実施予定地域

県域放送
- 栃木県 - GYT とちぎテレビ（とちテレ）
- 群馬県 - GTV 群馬テレビ（群テレ）
- 埼玉県 - TVS テレビ埼玉（テレ玉）
- 千葉県 - CTC 千葉テレビ放送（チバテレ）
- 東京都 - MX 東京メトロポリタンテレビジョン（TOKYO MX）
- 神奈川県 - tvk テレビ神奈川

日本放送協会（NHK）は、総合テレビは広域放送、Eテレは全国放送を行っているが、地上デジタル放送における総合テレビにおいて、茨城県・栃木県・群馬県で県域放送を行っている。他の都県では、従来通り東京都区部を親局とする広域放送が当面は維持されるが、3県（埼玉県・千葉県・神奈川県）内にある中継局は、東京都内と同様の、27chではなく各県ごとに、異なったチャンネルを使用している。詳細としては、埼玉県内が13ch、千葉県内が34ch、神奈川県内が19chを使用する。

## 言語・方言
関東地方の日本語の方言は、東関東方言と西関東方言の二種類に大きく分けられる。西関東方言のうち、東京方言（特に山の手言葉）は標準語（全国共通語）の母体となった。
- 東関東方言：茨城県、栃木県のほぼ全域で用いられている方言。福島県中通り・浜通りなどの東北方言との類似性が高い。埼玉県東部や千葉県の方言もやや近い。
- 西関東方言：島嶼部を除く東京都、埼玉県、千葉県、群馬県、神奈川県のほぼ全域、栃木県南西部、山梨県郡内地方で用いられている方言。

現在の東京周辺では、1.東京の通勤圏化、2.他地方出身者（移住）の増加、3.テレビ・ラジオの影響などによって、標準語かそれに近い新方言（首都圏方言）が多用され、伝統的な在来の方言は衰退している。
伊豆諸島の八丈島や青ヶ島で話される八丈方言は、古代東国方言の特徴を色濃く残す方言であり、本土の方言とは差異が大きい。伊豆大島などの北部伊豆諸島方言は、伊豆半島などが属する東海東山方言に類似する。
小笠原諸島は、欧米人とハワイ先住民が移民・開拓し、遅れて日本人が入植した土地であるため、欧米系入植者（太平洋系の人々を含む）の英語と日本人入植者の日本語（八丈方言および標準語）が混合して、独特の「小笠原方言」と呼べるものが生まれた。ただし、日本返還後は急速に共通語化が進んでいる。

## 人口・面積
平野が広く、首都である東京特別区を抱える地方であり、日本の人口の30%以上が集中する。
令和2年国勢調査より
| ISO 3166-2 | 都道府県名 | 全国順位 | 人口       | 割合   | 面積          | 人口密度       |
| ---------- | ---------- | -------- | ---------- | ------ | ------------- | -------------- |
| JP-08      | 茨城県     | 11       | 2,867,009  | 2.27%  | 6,097.39 km2  | 470.2人/km2    |
| JP-09      | 栃木県     | 19       | 1,933,146  | 1.53%  | 6,408.09 km2  | 301.7人/km2    |
| JP-10      | 群馬県     | 18       | 1,939,110  | 1.54%  | 6,362.28 km2  | 304.8人/km2    |
| JP-11      | 埼玉県     | 5        | 7,344,765  | 5.82%  | 3,797.75 km2  | 1,934.0人/km2  |
| JP-12      | 千葉県     | 6        | 6,284,480  | 4.98%  | 5,157.57 km2  | 1,218.5人/km2  |
| JP-13      | 東京都     | 1        | 14,047,594 | 11.14% | 2,194.03 km2  | 6,402.6人/km2  |
| JP-14      | 神奈川県   | 2        | 9,237,337  | 7.32%  | 2,416.11 km2  | 3,823.2人/km2  |
|            |            |          | 43,653,441 | 34.61% | 32,433.22 km2 | 1,345.95人/km2 |

### 年齢構成
年齢5歳階級別人口

2004年10月１日現在推計人口

総計 [単位 千人]
| 年齢     | 人口 |
| -------- | ---- |
| 0 - 4歳  | 1813 |
| 5 - 9    | 1823 |
| 10 - 14  | 1886 |
| 15 - 19  | 2179 |
| 20 - 24  | 2586 |
| 25 - 29  | 3109 |
| 30 - 34  | 3542 |
| 35 - 39  | 3139 |
| 40 - 44  | 2675 |
| 45 - 49  | 2485 |
| 50 - 54  | 2920 |
| 55 - 59  | 3125 |
| 60 - 64  | 2861 |
| 65 - 69  | 2285 |
| 70 - 74  | 1849 |
| 75 - 79  | 1381 |
| 80歳以上 | 1570 |

年齢5歳階級別人口

2004年10月１日現在推計人口

男女別 [単位 千人]
| 男   | 年齢     | 女   |
| ---- | -------- | ---- |
| 929  | 0 - 4歳  | 884  |
| 932  | 5 - 9    | 891  |
| 968  | 10 - 14  | 918  |
| 1128 | 15 - 19  | 1051 |
| 1342 | 20 - 24  | 1244 |
| 1623 | 25 - 29  | 1486 |
| 1830 | 30 - 34  | 1712 |
| 1632 | 35 - 39  | 1507 |
| 1387 | 40 - 44  | 1288 |
| 1273 | 45 - 49  | 1212 |
| 1473 | 50 - 54  | 1447 |
| 1558 | 55 - 59  | 1567 |
| 1414 | 60 - 64  | 1447 |
| 1119 | 65 - 69  | 1166 |
| 871  | 70 - 74  | 978  |
| 607  | 75 - 79  | 774  |
| 526  | 80歳以上 | 1044 |

- データ出典：第10表/都道府県, 年齢（5歳階級）, 男女別人口－総人口
（総務省統計局）

### 主要都市
政令指定都市
横浜市（3,774,179人）・川崎市（1,557,473人）・さいたま市（1,354,823人）・千葉市（986,950人）・相模原市（722,564人）
中核市
船橋市（650,771人）・ 川口市（595,720人）・八王子市（577,221人）・宇都宮市（510,956人）・柏市（437,537人）・横須賀市（369,264人）・高崎市（365,472人）・川越市（354,284人）・越谷市（338,434人）・前橋市（325,309人）・水戸市（265,840人）
施行時特例市
所沢市（340,929人）・つくば市（262,006人）・平塚市（257,808人）・草加市（250,476人）・茅ヶ崎市（245,099人）・大和市（244,547人）・春日部市（225,434人）・厚木市（223,168人）・太田市（221,496人）・伊勢崎市（210,353人）・熊谷市（189,767人）・小田原市（185,307人）
その他人口20万人以上の都市
松戸市（501,119人）・市川市（501,491人）・藤沢市（443,852人）・町田市（432,312人）・府中市（264,354人）・市原市（261,458人）・草加市（250,476人）・調布市（245,426人）・上尾市（228,067人）・流山市（214,237人）・西東京市（208,089人）・八千代市（205,474人）・小平市（200,750人）